# Filature Desmet-Guéquier
De Filature Desmet-Guéquier (N.V. De Smet-Guéquier) was een katoenspinnerij te Gent gelegen aan Minnemeers 9 bij de Minnemeersbrug.

## Geschiedenis
Reeds in 1819 was op deze plaats een katoenverwerker te vinden, maar de huidige fabriek ontstond in 1864. Oprichters waren Pierre Guéquier en Adolphe Desmet. Laatstgenoemde was een schoonzoon van Pierre. In 1904 wordt de nv Filature Desmet-Guequier opgericht. De huidige fabriek is gebouwd in Manchester-architectuur, dateert van 1905-1912 en omvat vijf bouwlagen. De architect van dit spinnerijgebouw is Serafinus De Taeye, die ook verschillende andere industriële gebouwen ontwierp, bijvoorbeeld Filature Nouvelle Orléans aan de Nieuwevaart en de fabriek UCO Rooigem.
In 1919 werd het bedrijf overgenomen door Union Cotonnière. De fabriek sloot de deuren in 1976.
Eind de jaren 1980 besloot het Gentse stadsbestuur om het toenmalige museum MIAT, het huidige industriemuseum, onder te brengen in het voormalige fabriekspand Desmet-Guequier. De aanpalende gebouwen van de vroeg-19e-eeuwse katoenspinnerij en de statige directeurswoning worden afgebroken, samen met de machinekamer en de typische schoorsteen. In 1994 opent de nieuwe museumvleugel met onthaal, café en trappentoren. Deze nieuwe toevoeging in postmodernistische stijl is een ontwerp van architect Dirk Boncquet. In 2016-2018 werd het zaagtanddak van het fabrieksgebouw volledig gerestaureerd en geïsoleerd.